# 南陽市立宮内中学校
南陽市立宮内中学校（なんようしりつみやうちちゅうがっこう）は、山形県南陽市にある公立中学校。
略称は宮中。

## 概要
少子化に伴い、生徒数が減少していることから南陽市内の中学校を7つから3つに集約することとなった。このうち宮内中学校、漆山中学校、吉野中学校を1つに統合した統合中学校である宮内中学校が開校した。

## 部活動
- 野球部、サッカー部、バレーボール部、バスケットボール部、剣道部、卓球部、ソフトボール部、ソフトテニス部、陸上部、吹奏楽部、がある[2]。ソフトテニス部、女子バスケットボール部、吹奏楽部が東北大会に出場経験あり。

## 沿革

### 旧宮内中学校
- 1947年4月 - 宮内町立宮内中学校で宮内小学校北校舎併設中学校として併設
- 1948年 - 新校舎完成
- 1958年 - 金山中学校が宮内中学校と統合
- 1967年 - 市制施行に伴い南陽市立宮内中学校に改称
- 2009年4月 - 吉野中学校が宮内中学校と統合
- 2009年12月 - 新校舎完成
- 2010年3月 - 閉校

### 新宮内中学校
- 2010年4月 - 南陽市立宮内中学校、漆山中学校、吉野中学校が統合し、統合校である新宮内中学校が開校。
- 2013年 - 吹奏楽部が県コンクールで初の金賞。東北大会出場。
- 2016年 - 新宮内中開校以来、生徒数が初めて300人を切る。

## 学区
南陽市立宮内小学校、荻小学校、漆山小学校。

## 所在地
- 山形県南陽市宮内2303-2

## 生徒数
2017年度までのデータは山形県教育委員会「学校年鑑」より。
| 年度 | 男子 | 女子 | 計  |
| ---- | ---- | ---- | --- |
| 2018 | 109  | 123  | 232 |
| 2017 | 123  | 137  | 260 |
| 2016 | 132  | 139  | 271 |
| 2015 | 173  | 149  | 322 |
| 2014 | 161  | 149  | 310 |
| 2013 | 161  | 149  | 310 |
| 2012 | 149  | 154  | 303 |
| 2011 | 158  | 163  | 321 |
| 2010 | 168  | 169  | 337 |